# CCM Finotello
La CCM Finotello è un'azienda italiana di costruzioni funiviarie, specializzata soprattutto nella costruzione di seggiovie, sciovie, cestovie e cabinovie ad ammorsamento fisso.

## Storia
La CCM fu fondata nel 1977 a Pianezza, nella città metropolitana di Torino. Nel 1993 CCM acquistò lo storico marchio torinese di impianti di risalita Marchisio.
Nel 2006 è stata fornitore ufficiale dei XX Giochi olimpici invernali. L'azienda opera prevalentemente in Italia, soprattutto in Piemonte, Valle d'Aosta e Lombardia.
Nel mercato italiano degli impianti a fune, l'azienda occupa la terza posizione alle spalle delle grandi multinazionali Leitner e Doppelmayr.